# تامی گادفری
توماس فردریک گادفری (به انگلیسی: Thomas Frederick Godfrey) (زاده ۲۰ ژوئن ۱۹۱۶ – درگذشته ۲۴ ژوئن ۱۹۸۴) یک کمدین و بازیگر انگلیسی بود که به خاطر ایفای نقش شخصیت‌هایی از طبقه کارگر و به خاطر لهجه کاکنی وی شناخته شده بود.

## اجرا در برنامه‌های سرگرم‌کننده
او در لندن متولد شد و کار خود را به عنوان یک رقصنده تپ دنس در
برنامه‌های نمایش چندگانه به عنوان بخشی از بازی گادفری، رندال و دین آغاز کرد.
او سپس به عنوان یک بازیگر نمایش‌های کمدی یک‌نفره انفرادی و اغلب به عنوان پسر اصلی در نمایش های پانتومیم فعالیت داشت.